# Mariä Himmelfahrt (Zell, Dietfurt an der Altmühl)

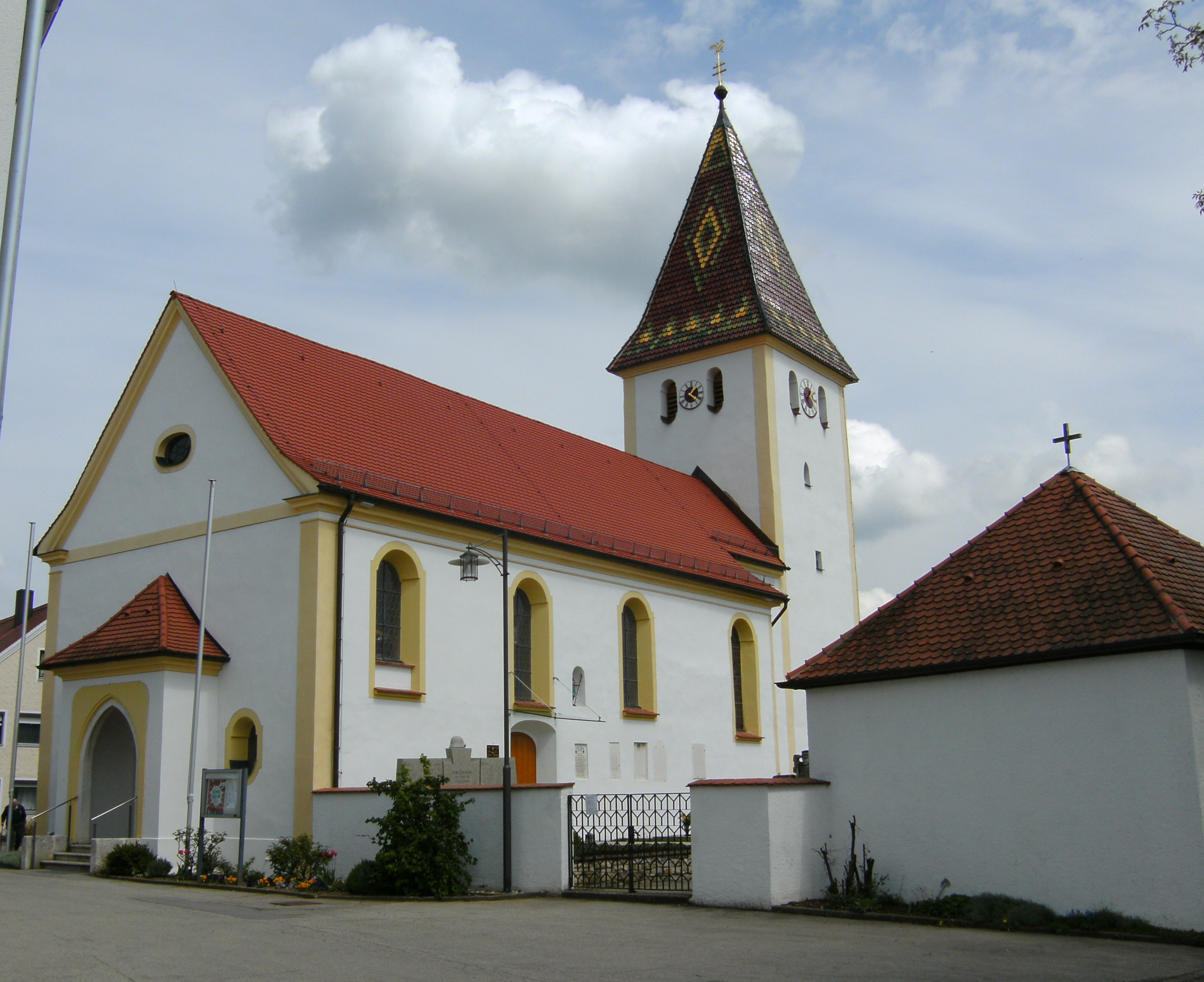
Mariä Himmelfahrt (Zell, Dietfurt an der Altmühl)

Die römisch-katholische, denkmalgeschützte Pfarrkirche Mariä Himmelfahrt steht in Zell, einem Gemeindeteil der Stadt Dietfurt an der Altmühl im Landkreis Neumarkt in der Oberpfalz. Sie gehört zum Dekanat Kelheim des Bistums Regensburg. Das Bauwerk ist unter der Denkmalnummer D-3-73-121-116 als Baudenkmal in die Bayerische Denkmalliste eingetragen.

## Beschreibung
Die frühgotische Kirche Mariä Himmelfahrt inkorporierte am 12. November 1433 Bischof Konrad von Regensburg der Kommende zu Altmühlmünster. 1646 ist mit Georg Hollner erstmals ein Zeller Pfarrer namentlich bekannt. Die heutige Kirche ist fast zur Gänze ein Neubau von 1750; der ursprüngliche Chorturm mit einem Pyramidendach (heute östlich des Chores; mit Spitztonne, die bunt glasierte Ziegeln aufweist) wurde zur Sakristei umfunktioniert. Den Riß lieferte 1747 der Riedenburger Maurermeister Georg Fuchs. Der quadratische Chor ist eingezogen und hat ein Kreuzgewölbe. Das 1903 nach Westen verlängerte Langhaus ist mit einer Flachdecke überspannt und mit einem Satteldach bedeckt.
Die Kirche hat eine barocke Ausstattung: Der viersäulige Hochaltar vom Anfang des 18. Jahrhunderts zeigt im Altarbild die Aufnahme Mariens in den Himmel und flankierend zwischen den Säulenpaaren die Heiligenfiguren Wendelin und Isidor. Die beiden zweisäuligen Seitenaltäre stammen von 1678; auf dem linken, dem Marienaltar, stehen Holzstatuen der hl. Maria, der hl. Katharina und der hl. Barbara, „gute Arbeiten vom Ende des 15. Jahrhunderts“ (Hofmann/Mader, S. 156), auf dem rechten Holzfiguren des hl. Papstes Gregor und des hl. Blasius aus der gleichen Zeit. Aus dem 15. Jahrhundert stammt auch ein gotisches Kalkstein-Taufbecken mit Rebengewinde-Verzierung. in den Deckengemälden, die Josef Wittmann zugeschrieben werden, sind die Geburt Jesu, die Kreuzigung Jesu, die Krönung Mariens und symbolisch die sieben Sakramente dargestellt.
Eine Glocke von 1628 stammt vom Münchner Geschütz- und Glockengießer Bartholomäus Wenglein, eine weitere stammte von 1668 von Kaspar Haslauer in Ingolstadt. Drei neue Glocken kamen 1952 hinzu.
Die Pfarrei Zell mit 527 Katholiken (Stand: 2001) gehört zum Bistum Regensburg. Der Pfarrer der Pfarrei Altmühlmünster-Mühlbach-Zell wohnt in Zell.